# Гулейшур
Гулейшур — деревня в Кезском районе Удмуртской республики.

## География
Находится в северо-восточной части Удмуртии на расстоянии приблизительно 20 км на юго-запад по прямой от районного центра поселка Кез.

## История
Известна с 1873 года как починок Гулейшурской (Гулейшур) с 4 дворами. В 1905 году 12 двора, в 1924 (Гулейшур или Юлаш, Юлат) — 13. С 1932 года деревня. До 2021 года входила в состав Чепецкого сельского поселения.

## Население
Постоянное население составляло 25 человек (1873), 110 (1905), 125 (1924, все удмурты), 31 человек в 2002 году (удмурты 94 %), 26 в 2012.